# Sint-Lambertuskerk (Veghel)
De Sint-Lambertuskerk te Veghel is een driebeukige kruisbasiliek in neogotische stijl met een hoog schip, een koor met kapellen en een transept. De kerk is ontworpen door Pierre Cuypers en werd gebouwd tussen 1855 en 1862. In 1863 werd de kerk ingezegend door aartsbisschop-metropoliet Joannes Zwijsen. De kerk vormt een vroeg hoogtepunt in Cuypers' carrière. 

## Geschiedenis

### Oude Lambertuskerk
De huidige kerk werd gebouwd ter vervanging van de middeleeuwse Veghelse Lambertuskerk. Deze voorganger was in 1648 tijdens de reformatie overgegaan in gereformeerde handen. De oude kerk was in gotische stijl. In het gebouw bevonden zich adellijke graftombes, waaronder de graftombe van de familie Van Erp, die de heerlijkheden Veghel en Erp bezat. Reeds in 1461 wordt de kerk vermeld, als er een nieuwe toren gebouwd wordt. In 1757 werd die torenspits door zwaar onweer verwoest. Ook het oude raadhuis, dat ten noorden van de toren stond, werd zwaar beschadigd. Aangezien de parochiekerk te groot was voor het handjevol gereformeerden in Veghel, werd het middenschip in de 18e eeuw gebruikt als opslagplaats voor de gemeentelijke brandspuiten en als kuiperij. 
Bij koninklijk besluit werd in 1819 bepaald dat de kerk teruggegeven moest worden aan de katholieke gemeenschap. Die overdracht verliep niet soepel. Pas in 1822 wordt de kerk opnieuw voor de katholieke eredienst betrokken. De middeleeuwse kerk werd in 1863 gesloopt. De kerktoren bleef staan tot 1874 omdat de gemeente daar eigenaar van was en werd pas gesloopt nadat het uur- en klokkenwerk verkocht waren. Het kruis op de torenspits kwam toe aan de nieuwe Lambertusparochie van het Veghels kerkdorp Zijtaart en siert ook heden ten dage nog de torenspits van de dochterparochie.

### Schuurkerk
De katholieke eredienst werd in 1648 in de Republiek der Zeven Verenigde Nederlanden verboden en dus ook in Veghel en de oude Sint-Lambertuskerk aan de Aa werd aan gereformeerde ambtenaren toegewezen. De Veghelse bevolking bouwde daarop in 1649 een schuurkerk direct over de landsgrens met Uden, dat destijds niet tot Brabant behoorde, maar tot het vrije Duitse Land van Ravenstein. Die kerk werd tot aan de Franse inval van 1672 gebruikt door de Veghelse parochianen en in eerste instantie ook nog door parochianen uit Sint-Oedenrode en Schijndel. In 1672 werd de bouw van een nieuwe schuurkerk toegestaan op de plaats van de huidige Sint-Lambertuskerk te Veghel. De grond was afgestaan door de heren van het kasteel Frisselstein. De nieuwe schuurkerk werd tot 1822 gebruikt. 
In 1888 werd er op de plek waar de schuurkerk stond een monument onthuld met de tekst:
"Ter Herinnering aan de jaren 1649-1672"
"Gezegend zij de grond waar 't bedehuis eens stond uit vroom besef van plicht door 't Veghels volk gesticht In bangen tyd van nood toen men hun tempel sloot. En 't Kerk-gaan slechts toeliet op Udens grondgebied."
In 2005 werd dit monument gerestaureerd en werd er een Lambertusbeeld geplaatst ten teken van de band met de Veghelse Lambertusparochie.

### Nieuwe Lambertuskerk

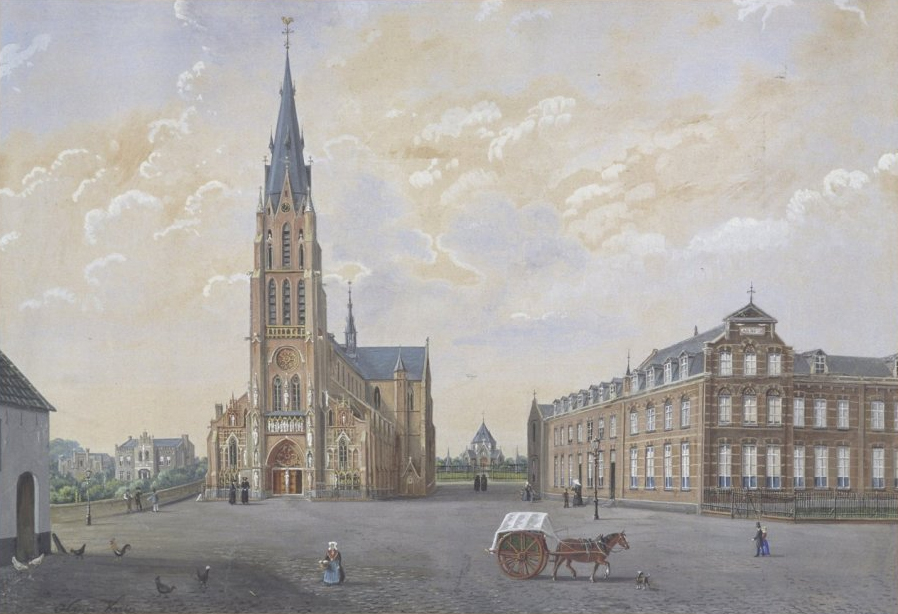
Nieuwe Lambertuskerk, geschilderd door Henry Knip

Omdat de oude Lambertuskerk na de heringebruikname in 1822 snel te klein werd, ontstond in 1853 het plan voor een nieuwe kerk, waaraan in 1855 begonnen werd met als bouwpastoor pastoor-deken B.J. van Miert (1801-1870). Pierre Cuypers kreeg opdracht de kerk te ontwerpen, alsmede een pastorie, een vrouwenklooster en een school. Het was zijn grootste opdracht tot dan toe, en ook de kerk zelf was voorlopig Cuypers' grootste. De kerk werd gebouwd op de plaats waar eerder de tweede katholieke schuurkerk had gestaan. Omdat de kerk dicht bij de synagoge kwam te staan (schuin er tegenover) werd door de joodse gemeenschap als voorwaarde gesteld dat de kerkingang gesierd zou worden met de beeltenissen van Mozes en Aäron.
De Sint-Lambertus is de eerste kerk waarbij Cuypers zich liet inspireren door de 13e-eeuwse Franse gotiek; de toren vertoont invloeden van de kathedraal van Chartres. Het koor heeft een omgang met straalkapellen. In het interieur zijn bakstenen kruisribgewelven toegepast; door deze gewelven werd Cuypers' naam als architect definitief gevestigd. De neogotische inventaris is grotendeels afkomstig van de firma Cuypers en Stoltzenberg in Roermond. 
Op 19 oktober 1863 werd de kerk ingezegend door bisschop Joannes Zwijsen, die goed bevriend was met pastoor-deken Van Miert. Uit de memoriale blijkt dat Veghel "zwart zag van het volk". Duizenden bezoekers uit de regio kwamen op de inzegening van kerk af, destijds een gigantisch en opvallend gebouw voor een dorp met amper 4.500 inwoners.
Gedurende de Tweede Wereldoorlog raakte het kerkgebouw tot tweemaal toe zwaar beschadigd. Ten eerste toen de genietroepen van het Nederlands leger de Aa-brug bij Veghel tijdens de Duitse opmars opbliezen, sprongen vele ruiten in het gebouw. Tijdens de oorlogsjaren werden de klokken door de Duitse bezetter uit de toren gehaald en in beslag genomen.
Ernstiger had het gebouw te lijden bij de bevrijding van Veghel in september 1944. Enkele voltreffers vernielden grote delen van het schip. Het gebouw werd, met enkele wijzigingen, volledig gerestaureerd. De kerk, van oorsprong binnenin voorzien van pleisterwerk, werd tussen 1958 en 1963 daarvan ontdaan en kreeg daarmee het huidige binnenaanzicht.

## Fotogalerij

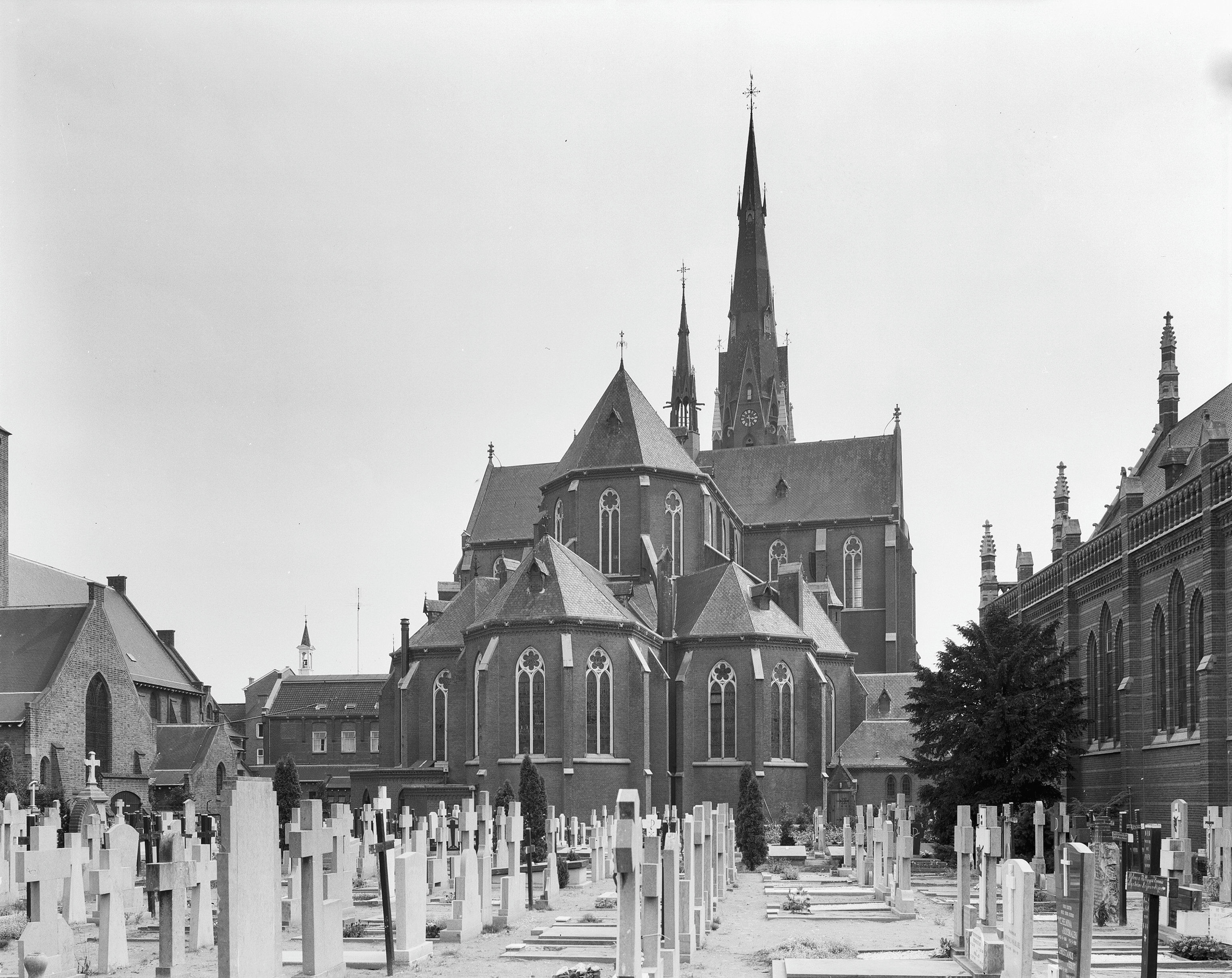
Oostzijde (1968)
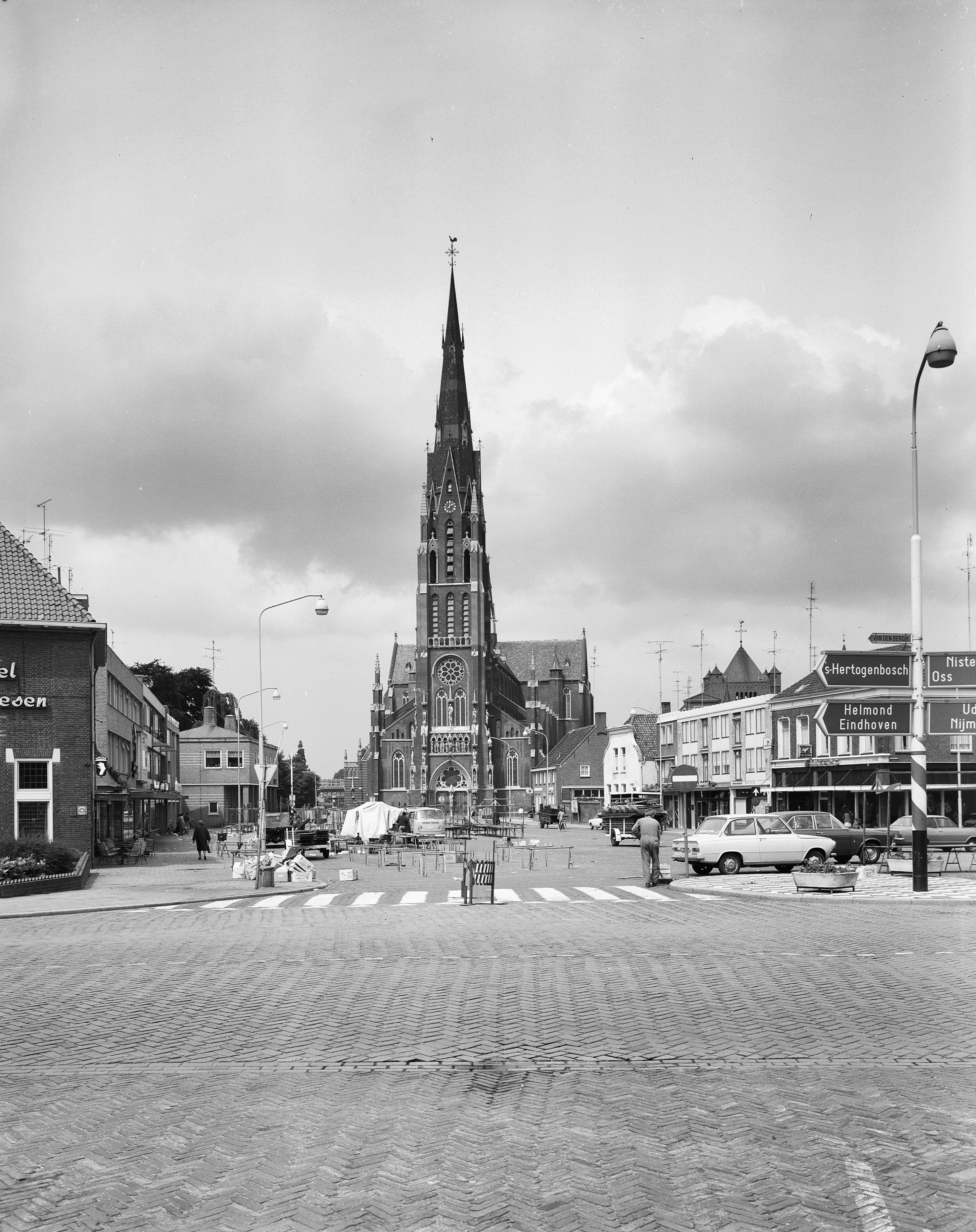
Overzicht exterieur (1970)
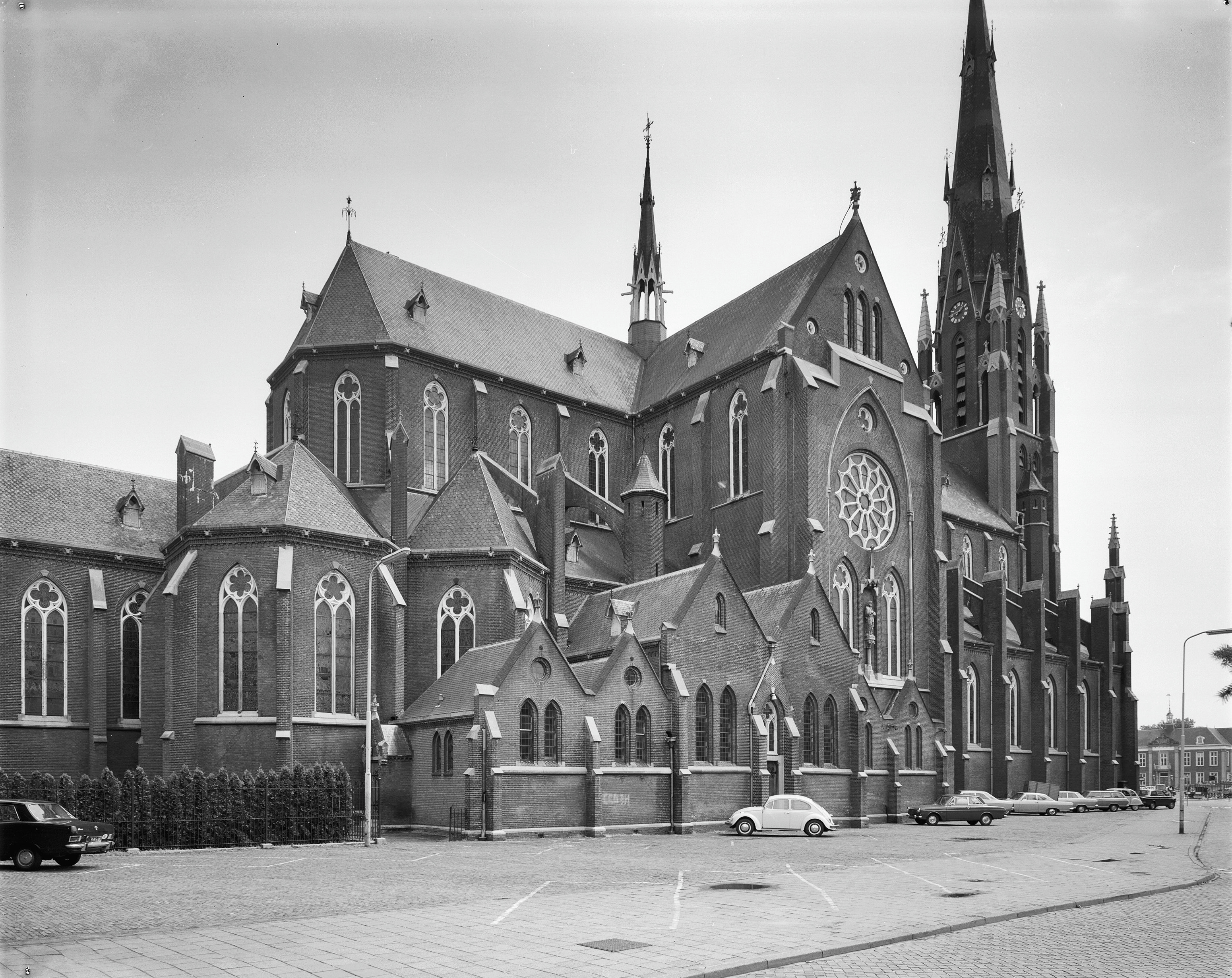
Exterieur (1971)
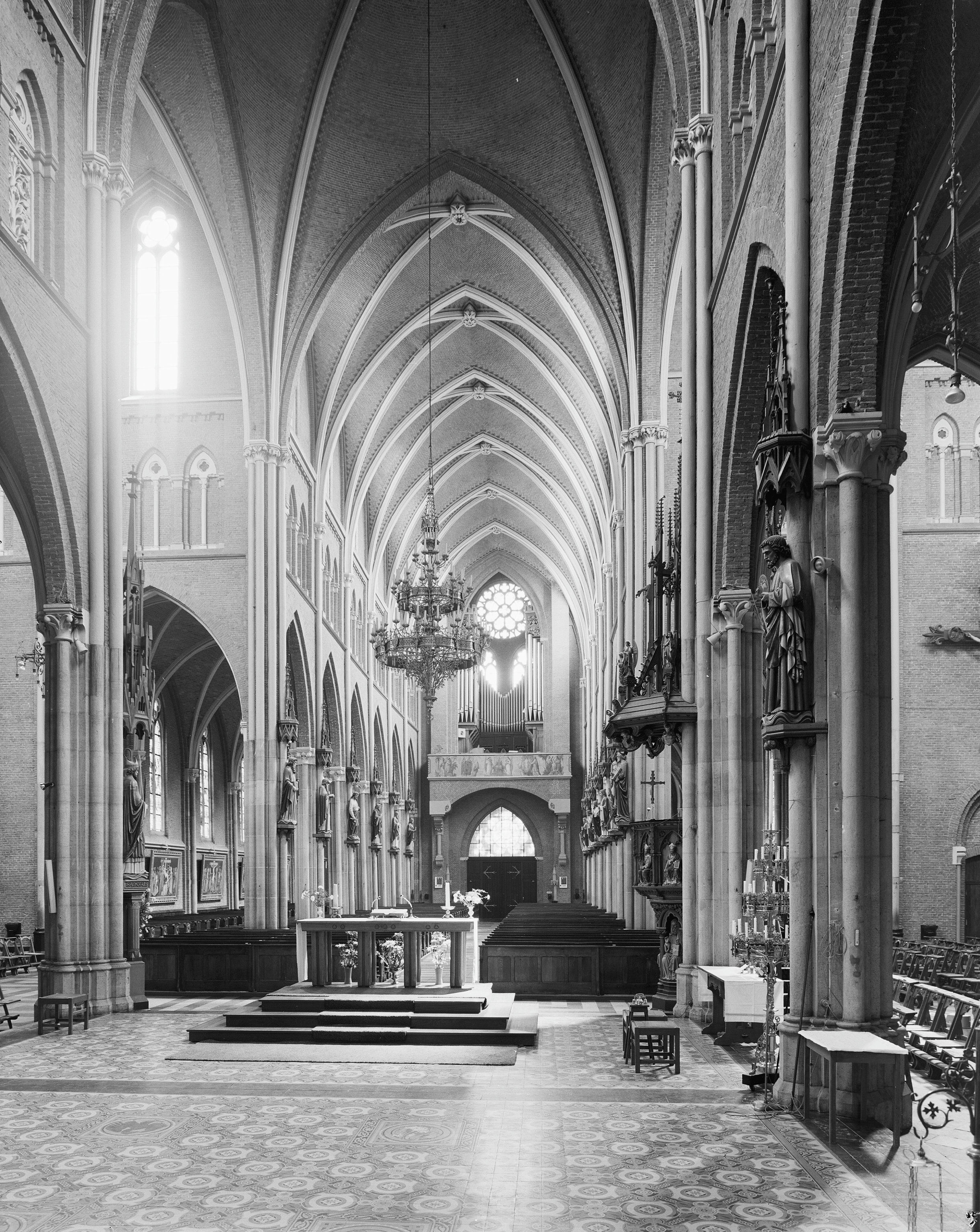
Interieur naar orgel (1971)
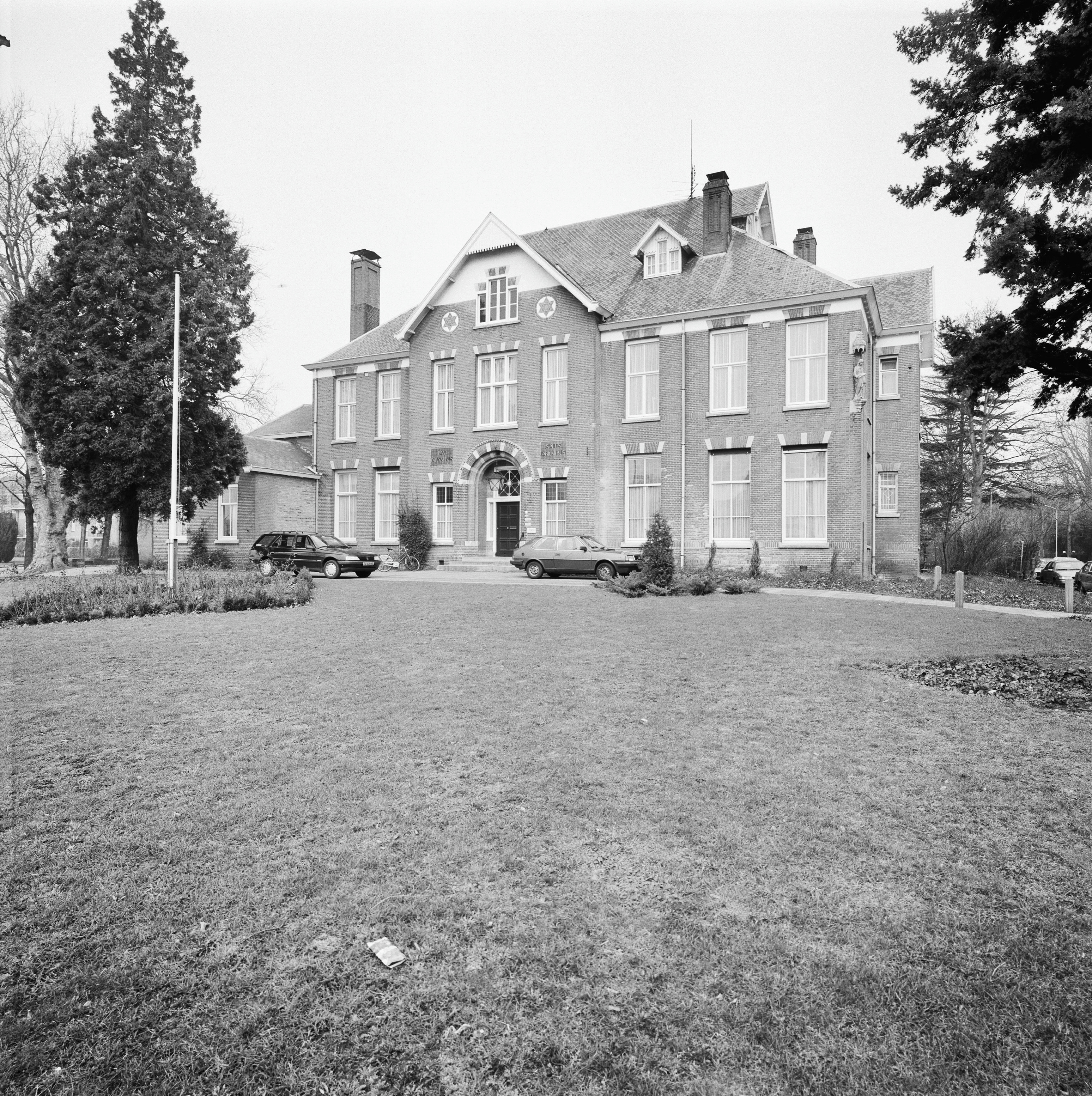
Voorgevel pastorie (1993)
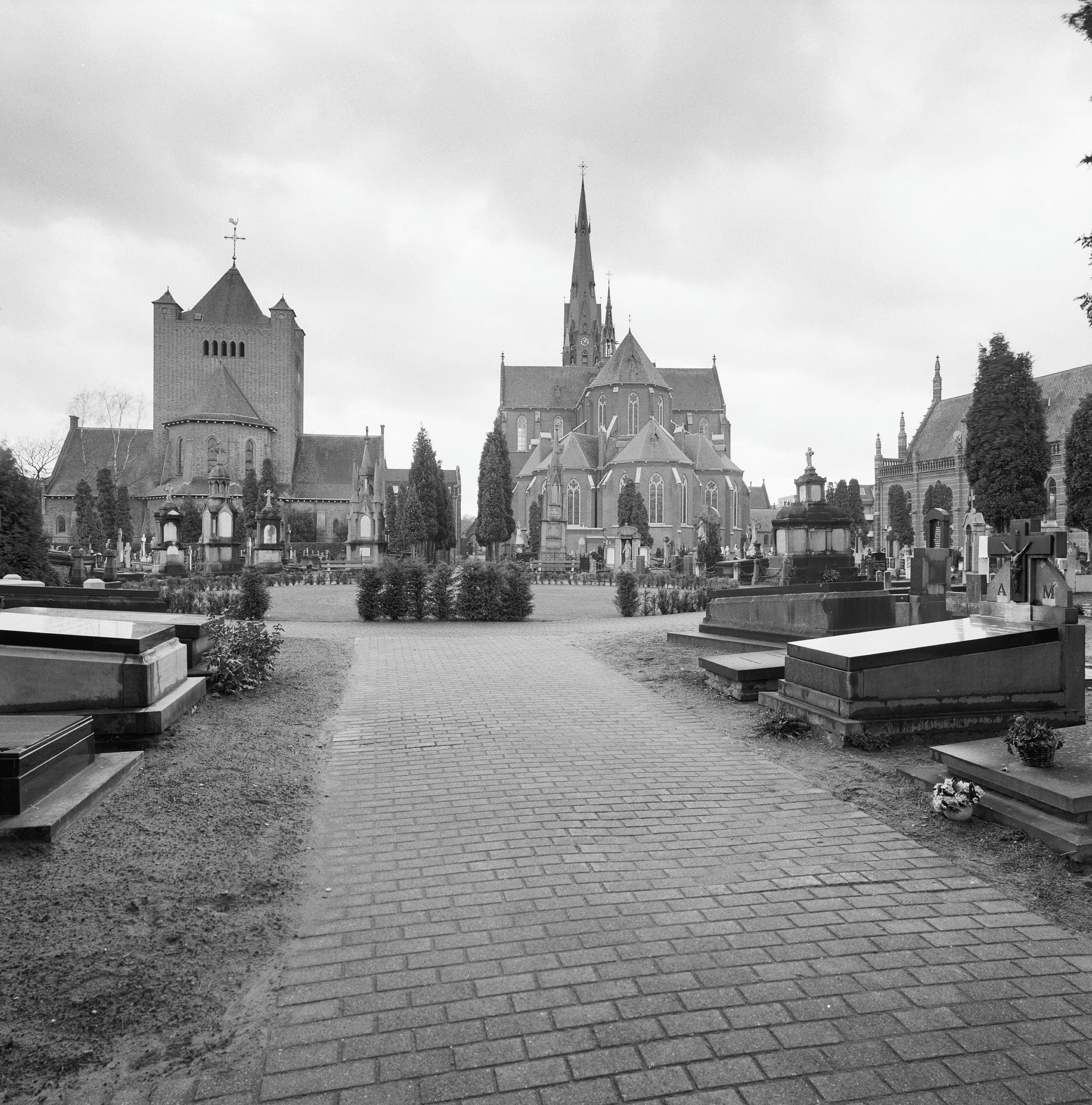
Oostgevels met kerkhof (1997)
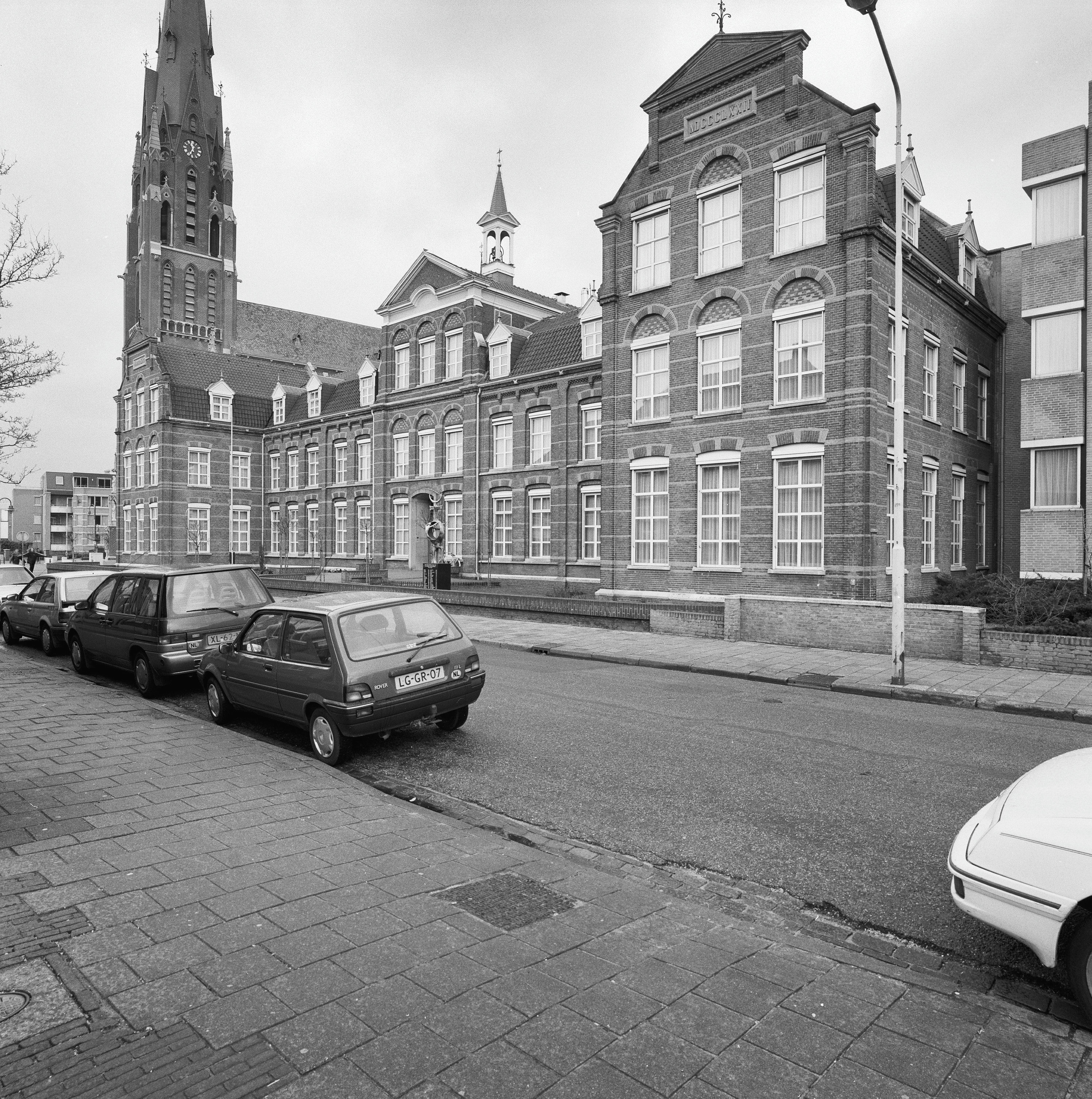
Nabij de kerk gelegen klooster met rectoraat (1997)
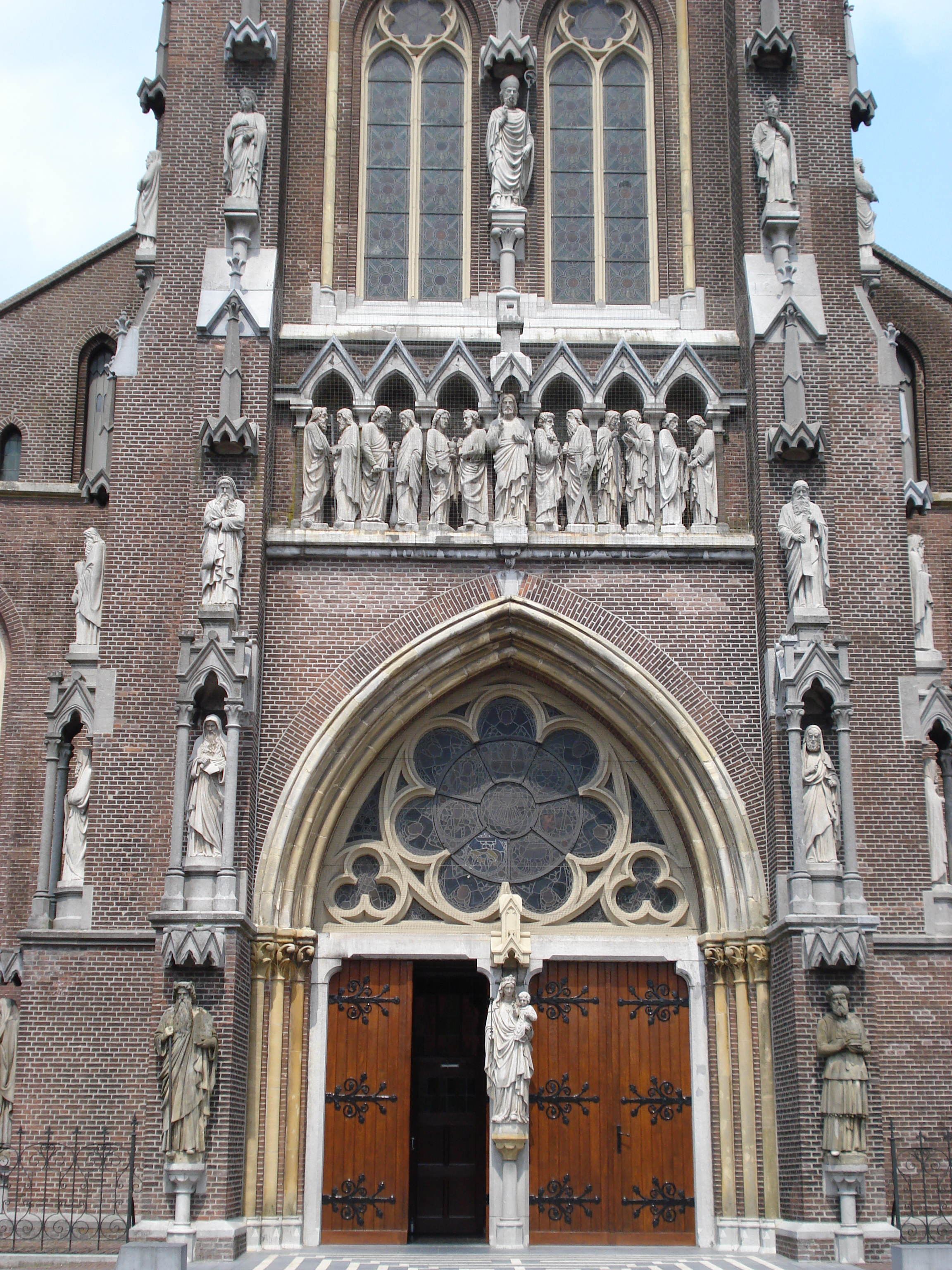
Voorzijde met beelden (ca. 2007)
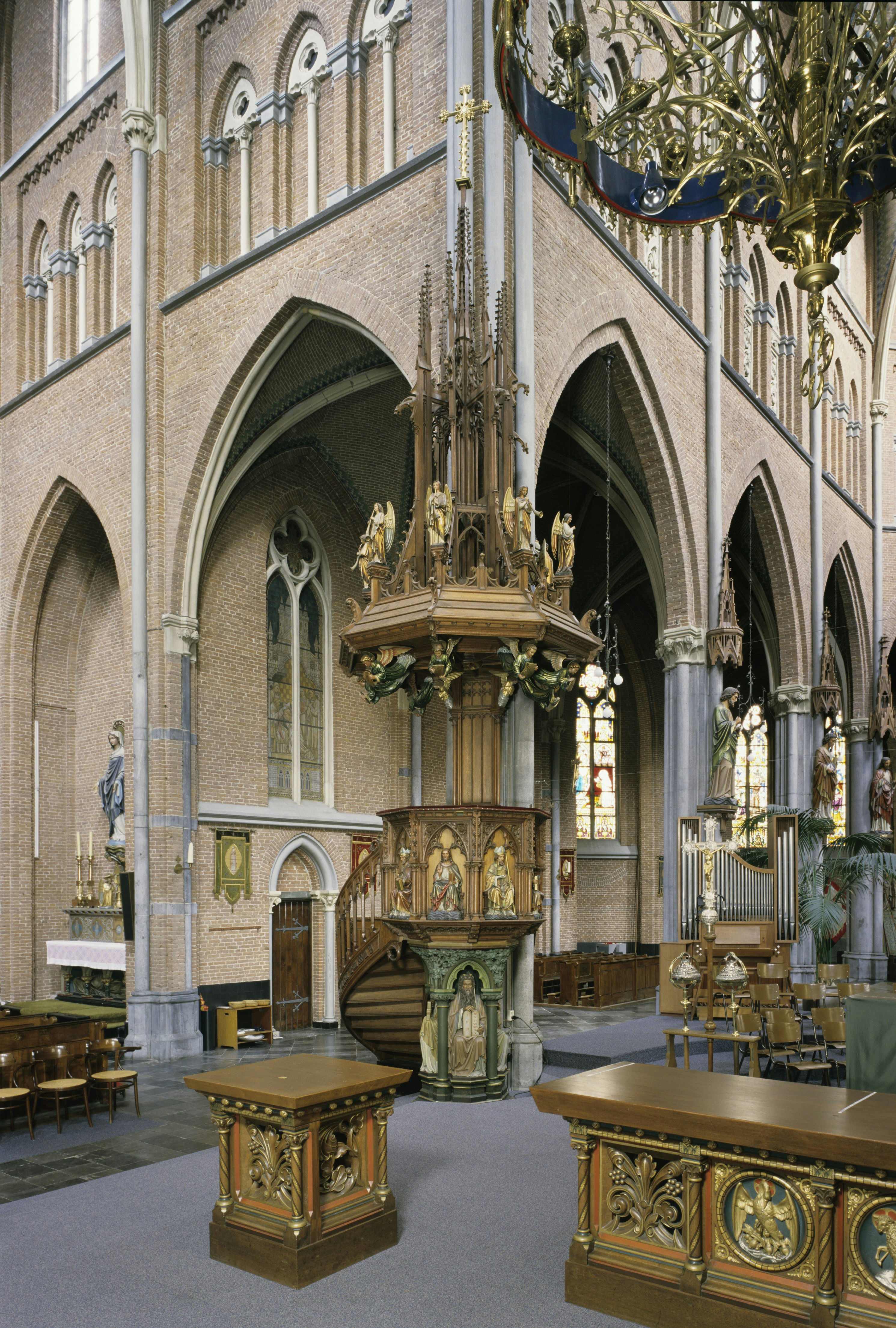
Preekstoel (2007)
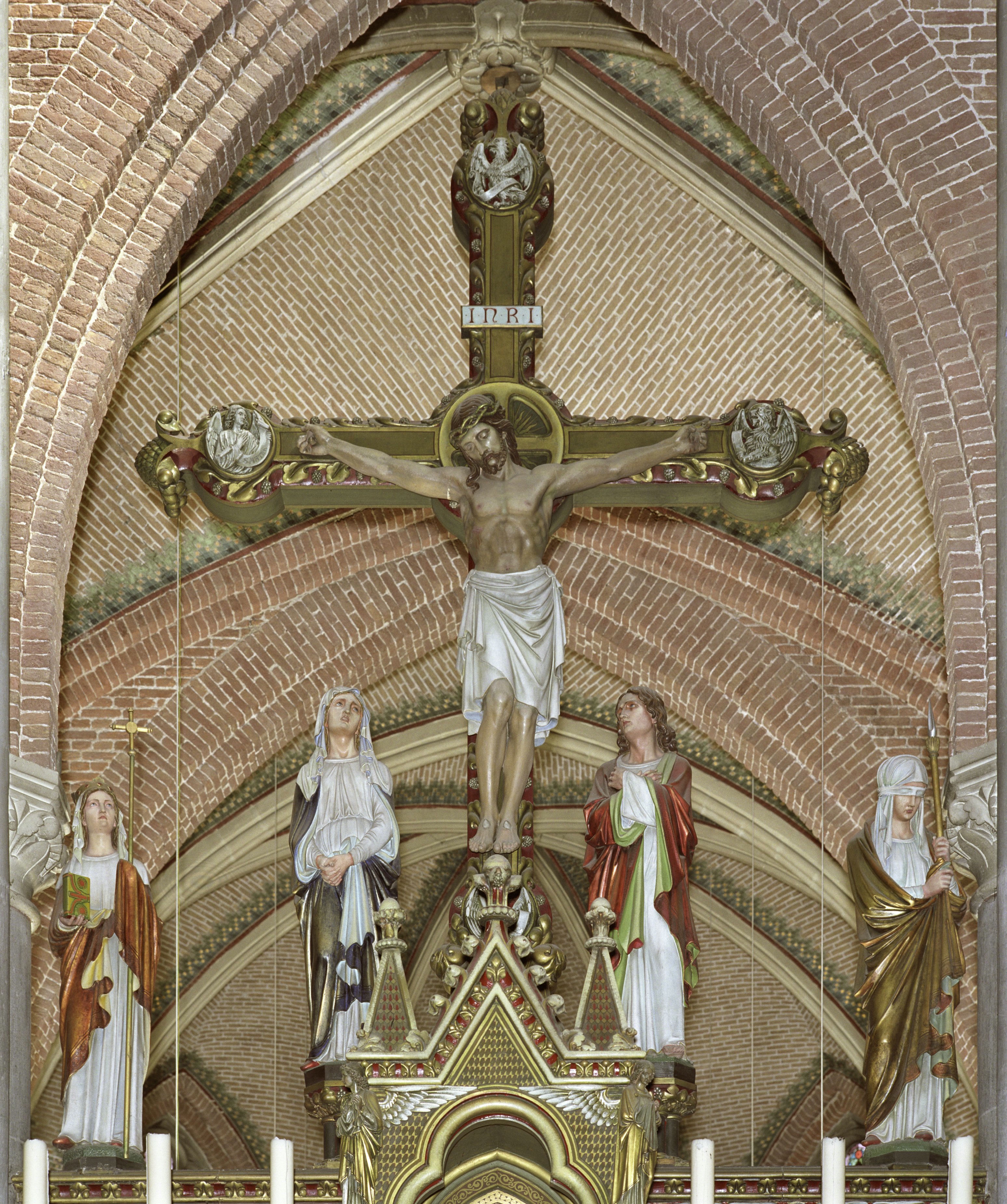
Altaar (2007)
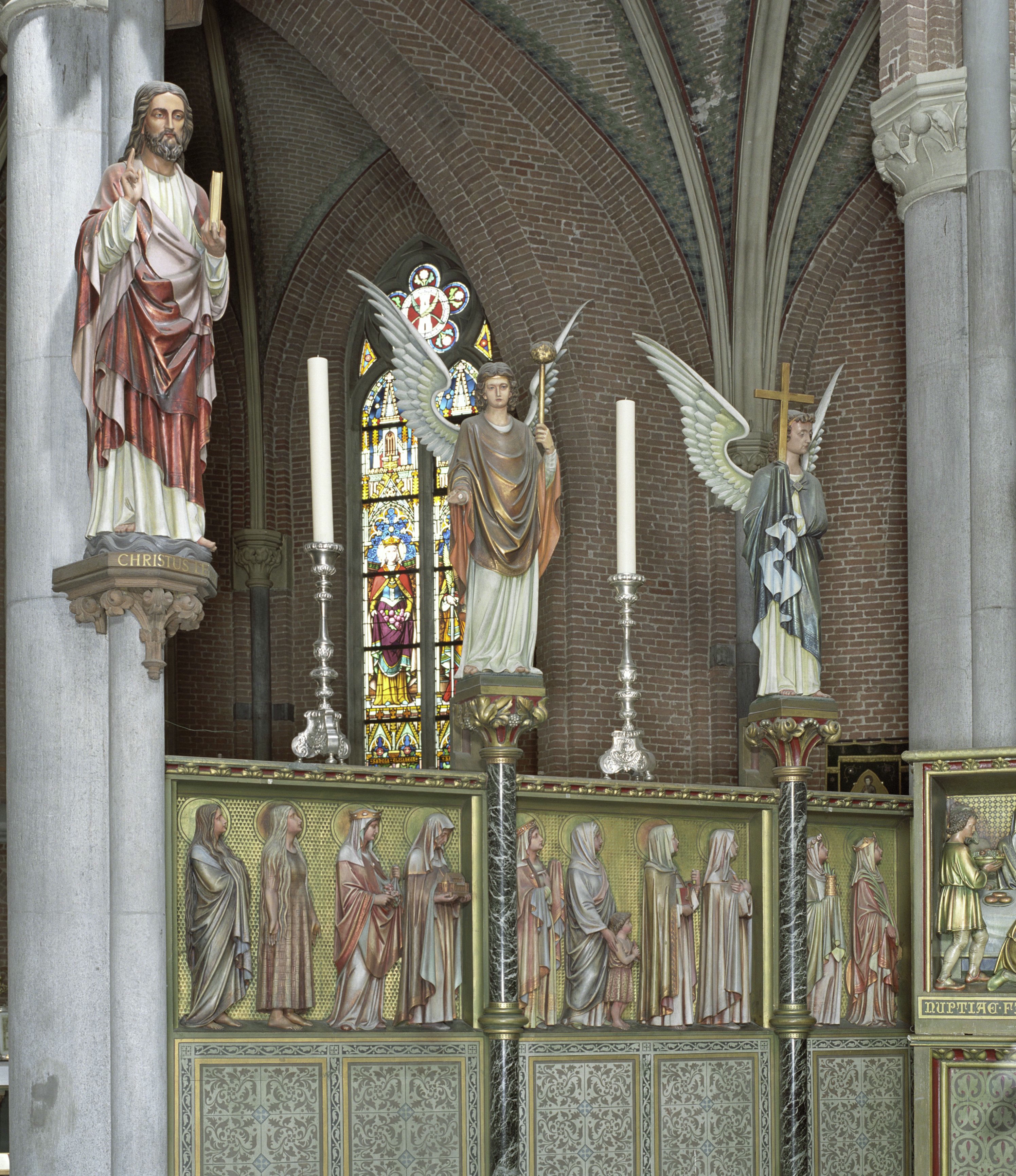
Altaarstukken (2007)
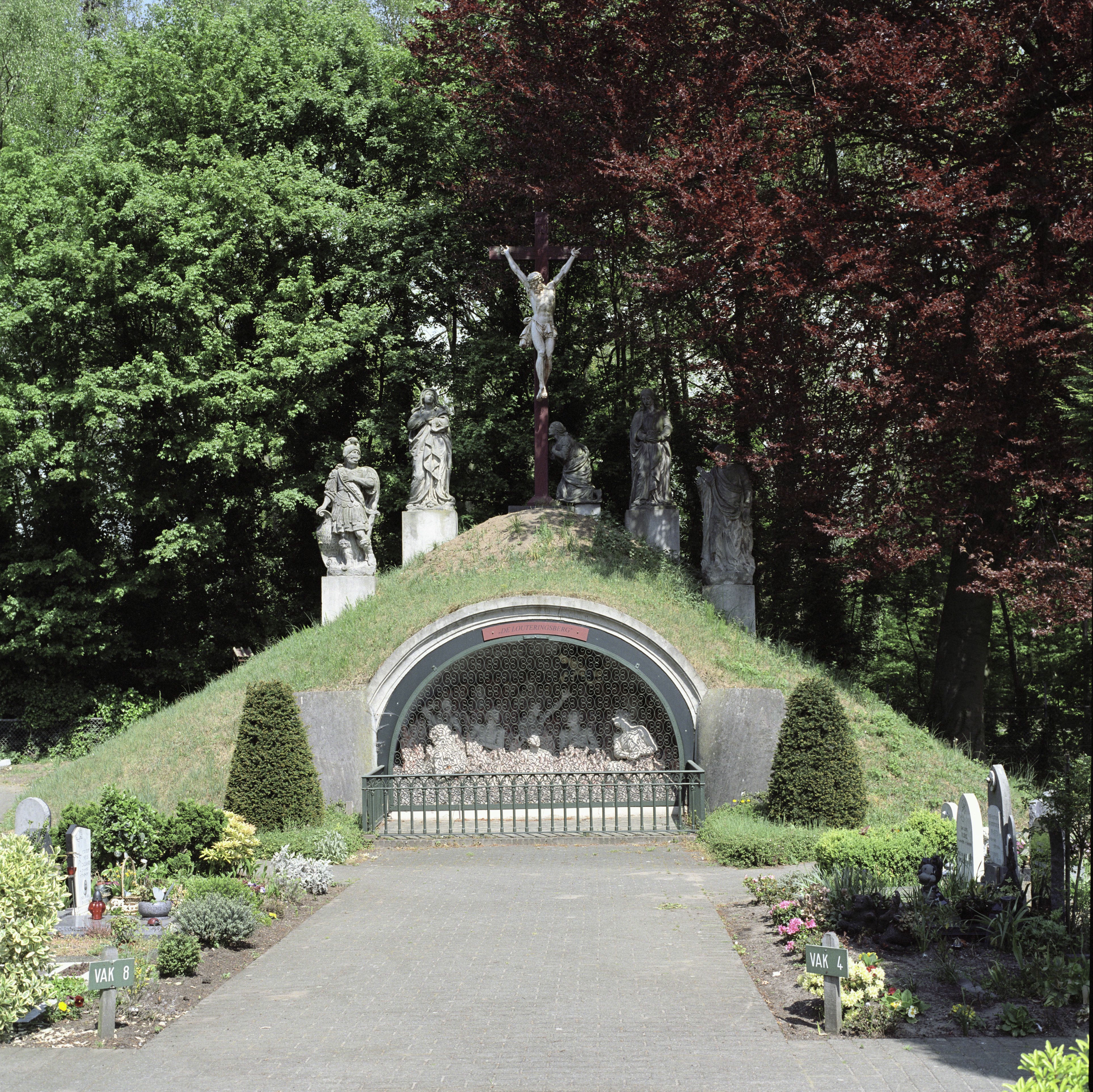
Grot op de begraafplaats (2007)
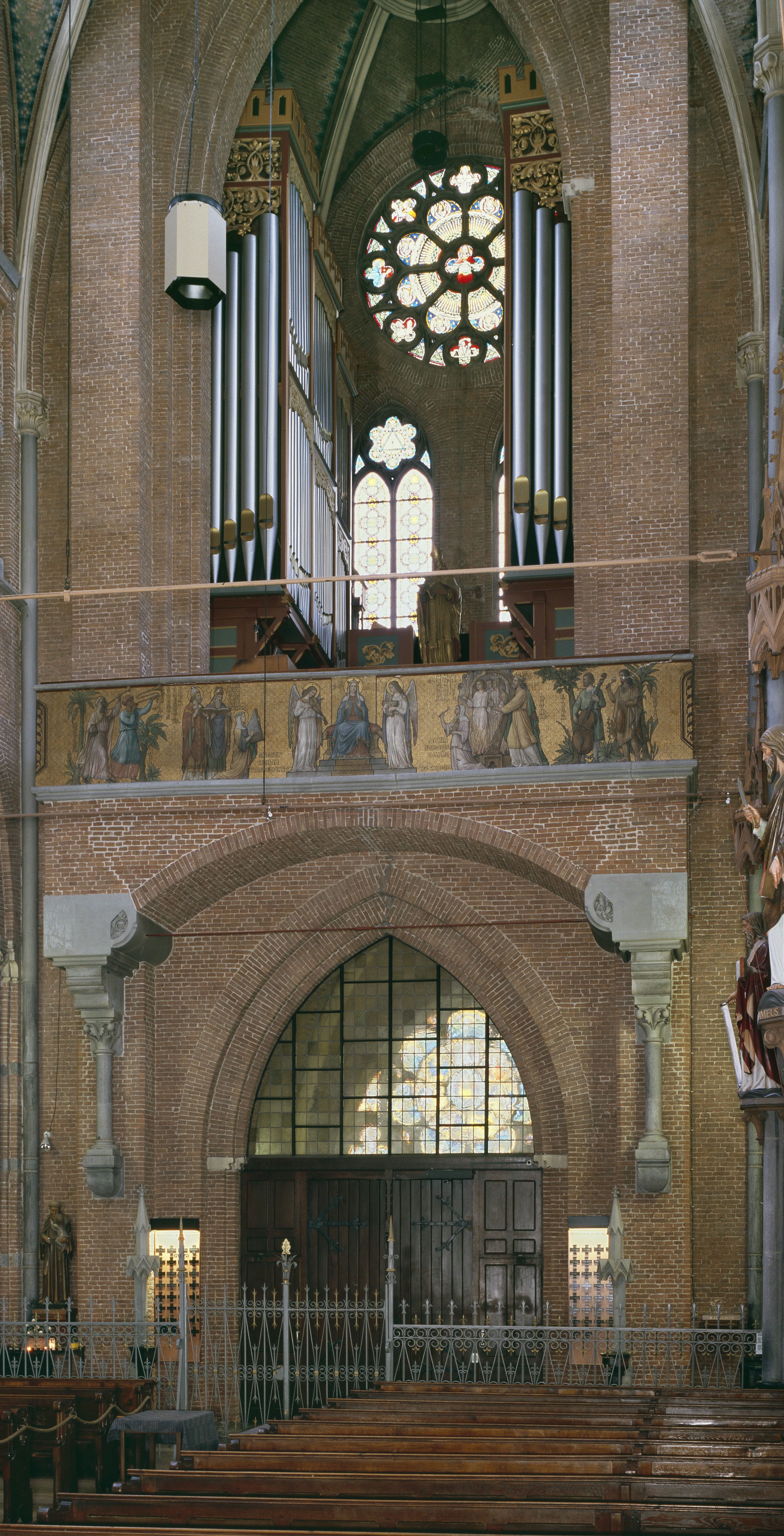
Orgel (2008)
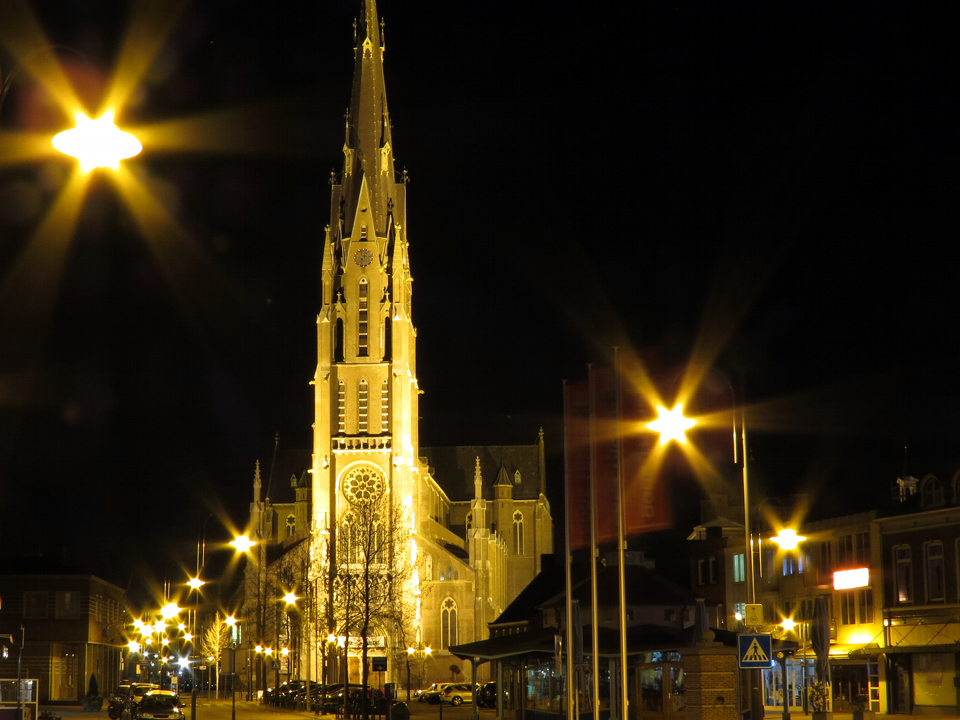
De kerk bij nacht (2012)
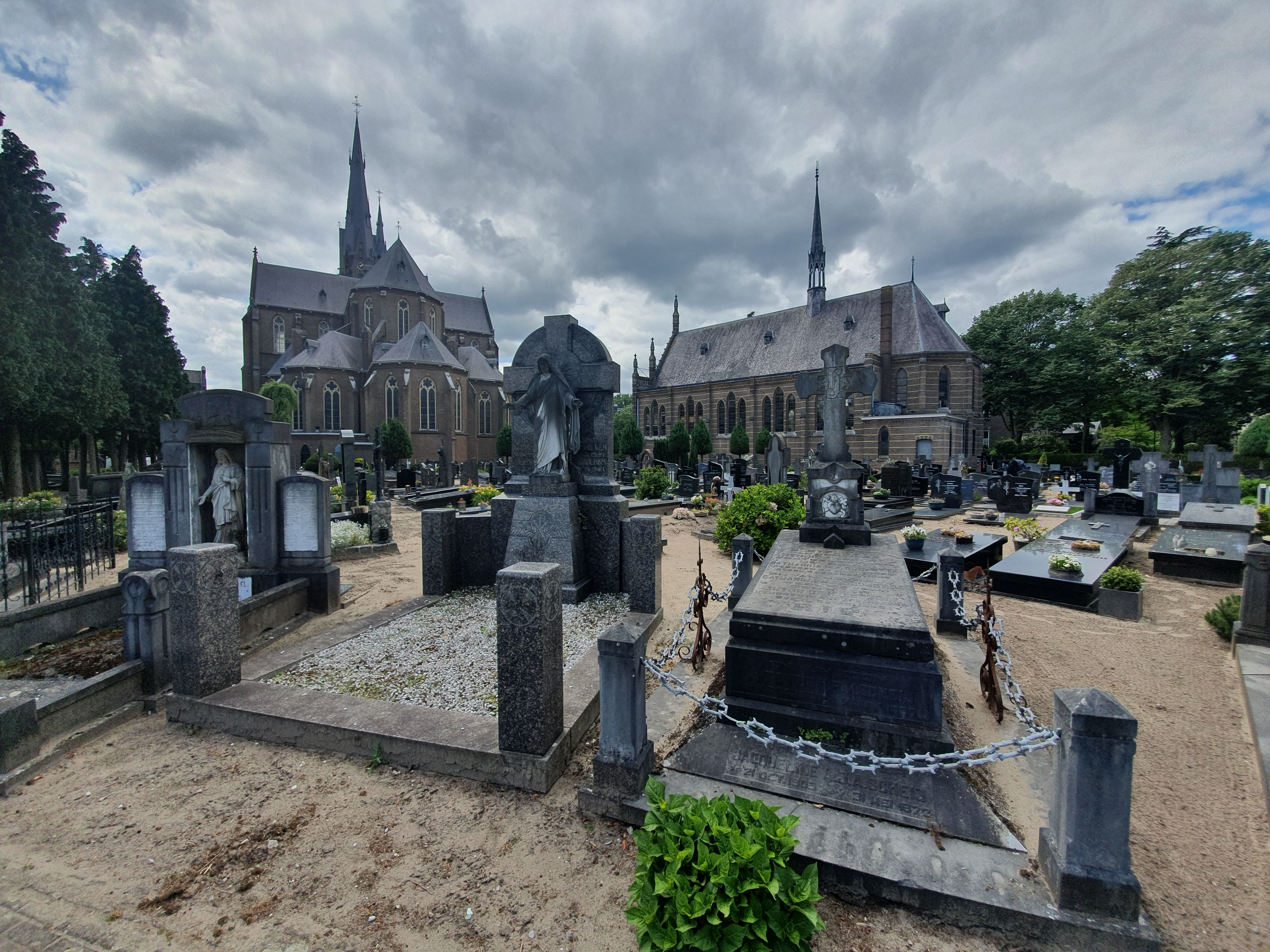
Links de Sint-Lambertuskerk, rechts de Congregatiekapel (2022)